# 南東北病院グループ
南東北病院グループ（みなみとうほくびょういんグループ、英：Southern TOHOKU Hospital Group）は、福島県の総合南東北病院を本部とし、病院、診療所、介護老人福祉施設などを展開する医療グループである。通称、南東北グループ。

## 概要
1981年、福島県郡山市に開院した南東北脳神経外科病院（総合南東北病院の前身）を始まりとし、その後、青森県や宮城県など福島県外にも進出。現在では福島県、宮城県、青森県の東北3県及び東京都、神奈川県の首都圏、大阪府に8つの病院を含む100の医療・介護施設と8,000人余りの職員を有する。グループ理念は「すべては患者さんのために」。

## グループ施設

### 脳神経疾患研究所

#### 病院
- 総合南東北病院
- 南東北福島病院
- 総合東京病院
- 新百合ヶ丘総合病院

#### 診療所・クリニック
- 南東北医療クリニック
- 南東北眼科クリニック
- 南東北がん陽子線治療センター
- 須賀川診療所
- 滝根診療所
- 南東北裏磐梯診療所
- 南東北桧原診療所
- 泉崎南東北診療所
- L-CUB クリニック

#### 介護老人保健施設
- 介護老人保健施設 ゴールドメディア
- 介護老人保健施設 リハビリ南東北福島
- 介護老人保健施設 リハビリ南東北川俣
- 介護老人保健施設 三春南東北リハビリテーション・ケアセンター
- 介護老人保健施設 泉崎南東北リハビリテーション・ケアセンター

#### 居宅介護支援事業所
- 南東北居宅介護支援事業所
- 居宅介護支援事業所ゴールドメディア
- 南東北須賀川居宅介護支援事業所
- 南東北福島居宅介護支援事業所
- 南東北川俣居宅介護支援事業所
- 泉崎南東北居宅介護支援事業所

#### 訪問看護ステーション
- 南東北訪問看護ステーションゴールドメディア
- 南東北訪問看護ステーションたんぽぽ
- 南東北訪問看護ステーション船引
- 南東北福島訪問看護ステーション 結（ゆい）
- 泉崎南東北訪問看護ステーション

#### 通所リハビリテーションセンター
- 南東北通所リハビリテーションセンター
- 南東北通所リハビリテーションセンター須賀川
- 南東北通所リハビリテーションセンター大越
- 介護老人保健施設　ゴールドメディア
- 介護老人保健施設 リハビリ南東北福島
- 介護老人保健施設 リハビリ南東北川俣
- 介護老人保健施設 三春南東北リハビリテーション・ケアセンター
- 介護老人保健施設 泉崎南東北リハビリテーション・ケアセンター

### 関連法人

#### 社会福祉法人南東北福祉事業団
- 総合南東北福祉センター
  - 特別養護老人ホーム 南東北ロイヤルライフ館
  - 障がい者支援施設 南東北さくら館
  - ケアハウス 南東北ライフケア館
  - 南東北日和田デイサービスセンター
  - 通所事業所 南東北さくら館
  - 日中一時支援事業所 さくらんぼ
  - 南東北日和田ホームヘルパーステーション
  - 南東北日和田居宅介護支援事業所
  - 南東北日和田居宅介護支援センター
  - 南東北日和田介護予防支援事業所
- 総合南東北福祉センター川俣
  - 特別養護老人ホーム 南東北シルクロード館
  - 南東北川俣デイサービスセンター

#### 社会福祉法人 南東北福祉事業団
- 東京総合保健福祉センター江古田の森
  - 介護老人保健施設 リハビリテーションセンター 江古田の森
  - 特別養護老人ホーム 江古田の森
  - ケアハウス 江古田の森
  - 障害者支援施設 江古田の森
  - 通所リハビリテーションセンター 江古田の森
  - デイサービスセンター 江古田の森
  - 訪問リハビリテーションセンター 江古田の森
  - ヘルパーステーション 江古田の森
  - 居宅介護支援事業所 江古田の森

#### 医療法人 将道会
- 総合南東北病院（岩沼市）
- 介護老人保健施設サニーホーム
- 南東北訪問看護ステーション
- 南東北居宅介護支援事業所
- 南東北地域包括支援センター

#### 財団医療法人 謙昌会
- 総合リハビリ美保野病院
- 杏の里訪問看護ステーション
- デイケアセンターおらんど
- デイサービスみほの
- デイサービスあんず
- グループホームあんずの家
- 居宅介護支援事業所 ケア・ネット

#### 医療法人社団 三成会
- 南東北春日リハビリテーション病院
- 介護老人保健施設　南東北春日リハビリテーション・ケアセンター
- 南東北春日居宅介護支援事業所
- 南東北春日訪問看護ステーション
- 通所介護事業所　南東北春日リハデイ石川
- 新百合ヶ丘総合病院

#### 医療法人財団 健貢会
- 東京クリニック
- 総合東京病院

#### 医療法人社団 新生会
- 大阪なんばクリニック